# Турова-Воля
Турова-Воля (пол. Turowa Wola) — село в Польщі, у гміні Ковеси Скерневицького повіту Лодзинського воєводства.
Населення — 151 особа (2011).

## Демографія
Демографічна структура станом на 31 березня 2011 року:
|          | Загалом | Допрацездатний вік | Працездатний вік | Постпрацездатний вік |
| -------- | ------- | ------------------ | ---------------- | -------------------- |
| Чоловіки | 66      | 14                 | 41               | 11                   |
| Жінки    | 85      | 20                 | 44               | 21                   |
| Разом    | 151     | 34                 | 85               | 32                   |